# Hradiště (Cheb)
Hradiště (németül: Reichersdorf) Cheb településrésze Csehországban a Karlovy Vary-i kerület Chebi járásában. Cheb városától északkeletre terül el. A 2001-es népszámlálási adatok szerint 87 lakóháza és 203 lakosa van.